# Матіас Йозеф Блуфф
Матіас Йозеф Блуфф (нім. Mathias Joseph Bluff; 1805–1837) — німецький ботанік.

## Біографія
Матіас Йозеф Блуфф народився 5 лютого 1805 року в місті Кельн у бідній родині. У 1822 році поступив до Боннського університету, де навчався до 1825 року, згодом переїхав до Берліна.
У 1825 році вийшла перша частина монографії флори Німеччини, написана Блуффом у співавторстві з Карлом Антоном Фінгерхутом. Блуфф не встиг закінчити цю роботу, вона була дописана К. Г. Д. Несом та Й. К. Шауером у 1839 році.
У 1826 році Блуфф став доктором медицини в Берлінському університеті. Згодом він працював у госпіталі в Ахені. Також Блуфф написав декілька статей з медицини.
5 червня 1837 року Матіас Йозеф Блуфф помер у віці 32 років від черевного тифу.

## Публікації
- Bluff, M.J.; Fingerhuth, C.A.; Wallroth, F.G.; Nees von Esenbeck, C.G.D.; Schauer, J.C. (1825–1839). Compendium florae Germaniae. (v.1-2)[2]

## Роди рослин, названі на честь М.Й.Блуффа
- Bluffia Nees, 1834 Alloteropsis J.Presl, 1830}}